# Castillo de Neamț

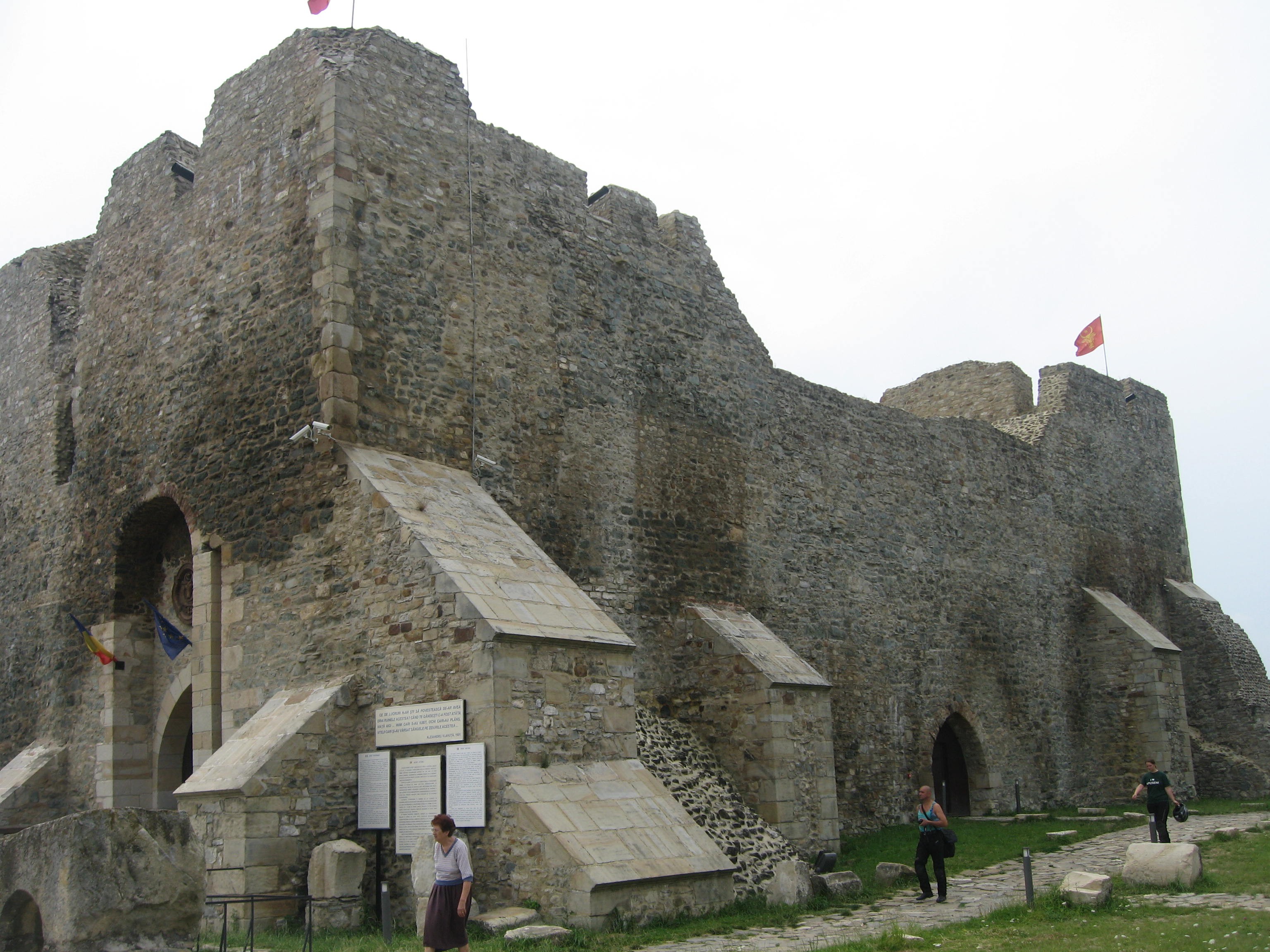

El Castillo de Neamț (Cetatea Neamțului) es una fortaleza situada en la ciudad de Târgu Neamţ, Rumanía. Se encuentra situado al noroeste de la ciudad, a 80 m sobre el nivel del río Neamţ. Fue mandado construir por el príncipe Pedro I Mușat al final del siglo XIV. La ciudadela jugó un importante papel en el sistema de fortificaciones defensivas ideado por Esteban III de Moldavia. Fue destruido par orden de  príncipe Mihai Racoviţă (obligado por los otomanos a destruir las fortificaciones del país), en 1718.